# Karl Afzelius

Karl Afzelius på nordvästra Madagaskar strax utanför Mahajanga. Foto: Walter Kaudern 1912.

Karl Rudolf Afzelius, född 26 december 1887 i Söderhamn, död 15 januari 1971 i Stockholm, var en svensk botaniker.
Karl Afzelius var son till Fridlef Afzelius. Han blev filosofie magister 1911, filosofie licentiat 1915 och filosofie doktor 1924 samt var docent i botanik och embryologi vid Stockholms högskola 1925–48. Han var amanuens vid Bergianska trädgården 1917–18. Han tjänstgjorde från 1918 vid olika läroverk, som adjunkt vid Östra Real i Stockholm 1930 och lektor vid Högre allmänna läroverket i Lidingö 1938–54.
Han gjorde en expedition till Madagaskar 1912–13 tillsammans med botanikern Björn Palm. Han hemförde föremål från expeditionen, vilka finns  i Uppsalasamlingen på Etnografiska museet.
Karl Afzelius var från 1942 gift med Elsa af Trolle. Han är begravd på Söderhamns kyrkogård.